# 楊金豹
楊金豹（1909年3月25日—1996年11月18日），臺灣彰化縣埔心鄉人，臺中師範學院畢業，原任教職十餘載，1962年3月31日創設建大輪胎。曾任臺灣區橡膠工業同業公會常務監事達30年，並於1983年獲選中華民國好人好事代表。1996年11月18日因病辭世，享壽87歲。

## 生平簡歷
1909年3月25日，楊金豹出生於彰化縣埔心鄉貧困農家，在家排行老三。由於父親楊忠堅持孩子應該接受教育，楊金豹一路唸到臺中師範學院。畢業之後，楊金豹投身教職工作。
1941年（昭和16年），詹木生、黃興隆與顏克忠集資在臺中州豐原郡籌組豐島工業株式會社，製造再生輪胎，楊忠也參與投資。雖然楊金豹任教已逾十年，但彼時臺灣工業發展剛起步，他毅然辭去教師工作，加入豐島工業。二年後，豐島工業與全發株式會社合併為「三光株式會社」，專門生產膠鞋；但因二戰期間美軍頻頻空襲，遂停工散夥。
1945年顏克忠、張湖、楊金豹等人籌資於彰化縣員林鎮創辦「華豐橡膠工廠」（華豐橡膠工業股份有限公司前身），以生產自行車內胎為主。後來因股東之間理念不合，楊金豹另起爐灶，於1962年3月31日創立建大橡膠公司，初期仍以製造自行車內外胎與人力車胎為主。1960年代，臺灣機車工業開始起飛，建大橡膠看準這股熱潮，1964年起開始發展製造機車輪胎。
隨著發展規模逐漸擴張，1982年建大橡膠擴張舊廠土地、增購雲林新廠，1990年股票上市並成立美國與香港分公司。1991年進入中國設立建泰橡膠（深圳）有限公司，三年後又在江蘇省昆山市設立建大橡膠（中國）有限公司。1996年赴越南同奈省創立建大橡膠（越南）有限公司，2005年和美國固鉑輪胎合資成立庫博建大輪胎（昆山）有限公司。
1996年11月18日楊金豹因病辭世，享壽87歲。他與妻子楊顏玉霞共育有四男五女：長子楊瑞祥乃建來貿易公司、世同金屬公司董事長、次子楊信男為國立臺灣大學物理系教授、三男楊銀明接掌建大橡膠、四子楊啟仁掌管建大橡膠美國分公司、次女楊郁英則是建大文教基金會董事長。

## 家族
- 父：楊忠
- 母：彭攤
- 妻：楊顏玉霞
- 長子：楊瑞祥 - 建來貿易公司、世同金屬公司董事長
- 次子：楊信男 - 國立臺灣大學物理系教授
- 三子：楊銀明 - 建大輪胎公司總裁
- 四子：楊啟仁 - 建大輪胎公司董事長
- 長女：楊惠美
- 次女：楊郁英 - 建大文教基金會董事長
- 三女：
- 四女：
- 五女：楊月櫻

## 內部連結
- 建大輪胎

## 外部連結
- 楊金豹先生 - 成長背景 （页面存档备份，存于）
- 楊金豹先生 - 創業維艱 （页面存档备份，存于）
- 楊金豹先生 - 回饋鄉里 （页面存档备份，存于）